# A.D. Anno Domini
A.D. Anno Domini es una miniserie para televisión anglo-italiana de doce episodios, relevante por su amplio reparto de estrellas del cine. Fue dirigida por Stuart Cooper en 1982, y escrita por Anthony Burgess y Vincenzo Labella. Su música fue compuesta por Lalo Schifrin.
Trata sobre la vida de las primeras comunidades cristianas narradas en los Hechos de los Apóstoles cuyos personajes principales son Pedro y Pablo.

## Argumento
La serie tiene multitud de personajes e intrigas, entre ellos personajes históricos como san Pedro y Pablo de Tarso, además de los césares desde Tiberio a Nerón. Los guiones se basan en la crónica Vidas de los doce césares escrita por Suetonio. Los personajes principales en la trama son dos judíos y dos romanos: Caleb el zelote y su hermana Sarah; Julius Valerius, un guardia imperial y Corinna, una mujer gladiadora.
Caleb es condenado a muerte mientras que su hermana Sarah es enviada a Roma como esclava. Caleb es rescatado y decide ir a Roma tras su hermana. Para ello se hace gladiador bajo el nombre de Metelo, en la escuela de gladiadores se enamora de Corinna. Sarah acaba siendo sirvienta en la casa de Calígula antes de que este asesine a su padre adoptivo, el emperador Tiberio, y se convierta en nuevo césar. Julius Valerius se encuentra con ella y se enamora, pero cuando tiene noticias de que van a venderla decide pedir dinero a unos comerciantes judíos para poder comprarla y salvarla de un destino mucho peor. Caleb se entera de que Sarah está viva, pero se escandaliza cuando se entera de que ella también quiere a Julius y que van a casarse.
Valerius y Caleb participan en la conspiración para asesinar a Caligula. El nuevo emperador es Claudio quien expulsa a los judíos de Roma, pero Sarah puede quedarse al estar ya casada con un romano. Tiempo después Claudio es envenenado por su esposa Agripina y el nuevo emperador es el cruel Nerón.
Julius Valerius conoce a Pablo de Tarso cuando le encargan que lo escolte como prisionero. Sus palabras le causan una honda impresión y tanto él como su esposa Sarah se convierten al cristianismo.
Nerón quema Roma y siguiendo el consejo de su favorito Tigelino culpa a los cristianos. San Pedro y san Pablo son ejecutados y en el circo se prepara una carnicería con jóvenes cristianos que serán destrozados por perros de guerra para diversión del populacho. Caleb y Corinna saltan a la arena y matan a los perros, el público los aclama y el césar no se atreve a tomar represalias. Valerius, asqueado de la corrupción y crueldad del imperio, decide renunciar a su carrera militar y se va de Roma con su familia.
El papa Lino, que sucede a Pedro como líder de los cristianos, enterado de que Corinna no puede quedarse embarazada, le entrega un niño que perdió a sus padres durante la persecución de Nerón para que ella y Caleb lo adopten y lo eduquen en la fe de sus padres. Ellos llaman al niño "Joshua".

## Curiosidades
Luca Prodan, líder de la banda de rock argentino Sumo, tiene el papel de guardia de la cárcel en la escena de la milagrosa liberación de san Pedro.

## Intérpretes
- Anthony Andrews - Neron
- Colleen Dewhurst - Antonia
- Ava Gardner - Agripina
- David Hedison - Porcio Festo
- John Houseman - Gamaliel
- Richard Kiley - Claudio
- James Mason - Tiberio
- John McEnery - Caligula
- Ian McShane - Sejano
- Jennifer O'Neill - Mesalina
- Millie Perkins - María, madre de Jesús
- Denis Quilley - San Pedro
- Fernando Rey - Seneca el Joven
- Susan Sarandon - Livila
- Ben Vereen - El etíope
- Tony Vogel - Aquila
- Jack Warden - Nerva
- Anthony Zerbe - Poncio Pilato
- Neil Dickson - Valerio
- Cecil Humphreys - Caleb
- Amanda Pays - Sarah
- Philip Sayer - Pablo de Tarso
- Diane Venora - Corina
- Michael Wilding, Jr. - Jesús
- Vincent Riotta - San Esteban
- Rebecca Saire - Ruth
- Tom Durham - Cleofás
- Anthony Pedley - Zacarías
- Harold Kasket - Caifás
- Ralph Arliss - Samuel
- Mike Gwilym - Palas
- Davyd Harris - Tomás
- Bruce Winant - Seth
- Jonathan Hyde - Tigelino
- Damien Thomas - Agripa I
- Derek Hoxby - Agripa II
- Angela Morant - Priscila
- Clive Arrindell - Casio Caerca
- Paul Freeman - Centurion Cornelio
- Andrea Prodan - Británico
- Akosua Busia - Acte
- Vernon Dobtcheff - Sabino
- Gerrard McArthur - Lucas el Evangelista
- Jane How - Popea Sabina
- Jonathan Tafler - Aaron
- Luca Prodan - Guardia cárcel
- Richard Kane -
- Barrie Houghton - Ananias
- Maggie Wickman - Apicata
- Alan Downer -
- Martin Potter
- Colin Haigh -
- Renato Scarpa -
- Roderick Horn -
- John Wheatley - Marcos el Evangelista
- Joss Buckley - Mateo el Evangelista
- David Sumner - San Matías
- Stephen Finlay - Nicanor
- Katia Thandoulaki - Claudia Octavia
- Eddie Grossman - Parmenas
- David Haughton - Petronio
- John Steiner - Simon el Mago
- Robert Wentz -
- Philip Anthony -
- Peter Blythe -
- Gary Brown -
- Peter Howell - Ático
- David Rintoul - Papa Lino
- Ned Vukovic -

- Datos: Q278193